# Гумар, Ахмед
Ахмед Гумар (англ. Ahmed Goumar; род. 22 февраля 1988) — нигерский дзюдоист. Участник летних Олимпийских игр 2016 года.

## Биография
Ахмед Гумар родился 22 февраля 1988 года.
Начал заниматься дзюдо в 15-летнем возрасте. Тренировался под началом участника летних Олимпийских игр 2004 года, трёхкратного призёра чемпионата Африки Абду Алассана.
Пять раз участвовал в чемпионатах Африки по дзюдо, выступая в весовой категории до 73 кг в 2010, 2012, 2013, 2015 и 2016 годах. Ни на одном турнире не смог завоевать медали.
В 2012 году стал серебряным призёром международного турнира по дзюдо в Сент-Этьене.
В 2013 году участвовал в чемпионате мира по дзюдо в Рио-де-Жанейро, где дошёл до 1/16 финала, победив Виктора Карампурниотиса из Греции и Эйсу Аль-Али из Кувейта и уступив Мирали Шарипову из Узбекистана.
В 2016 году вошёл в состав сборной Нигера на летних Олимпийских играх в Рио-де-Жанейро. В весовой категории до 73 кг начал выступление с 1/16 финала, где за 4 минуты 34 секунды проиграл Нику Делпополо из США.